# Tico Tico
Tico Tico, voluit Tico Tico no Fubá, is een wereldwijd bekend Braziliaans choro-lied gecomponeerd door Zequinha de Abreu in 1917. Oorspronkelijk heette het lied Tico-Tico no Farelo, maar omdat de Braziliaanse gitarist Américo Jacomino Canhoto (1889-1928) al een nummer met dezelfde titel had geschreven, kreeg deze compositie in 1931 de titel Tico-Tico no Fubá. Het is ook bekend onder de kortere naam Tico Tico. Fubá is een soort bloem van maïs, en Tico-Tico is de naam van de roodkraaggors (Zonotrichia capensis).
De oudste bekende opname van het werk werd gemaakt door het Orquestra Colbaz (Columbia 22029, 1931). Deze opname is op deze pagina te beluisteren.
Het lied werd internationaal bekend door de opname van Carmen Miranda, die het gebruikte in de film Copacabana uit 1947. Een andere bekende opname is die van de first lady of the organ Ethel Smith op hammondorgel. Daarnaast was het lied te horen in de Walt Disney-film Saludos Amigos (1942), in de MGM-film Bathing Beauty (1943) en in Woody Allen's Radio Days (1987). De versie van de Andrews Sisters werd in 1983 opgenomen in de medley van Stars on 45.